# Fort de Rosny
Das Fort de Rosny im Département Seine-Saint-Denis war eines der 16 Forts, die ab 1840 um Paris herum gebaut wurden und die man als Ganzes Thiers’sche Stadtbefestigung (frz. Enceinte de Thiers) nennt. Sie sollten Paris vor Angriffen schützen. Während der Belagerung von Paris im deutsch-französischen Krieg 1870/71 wurde es von deutscher Artillerie beschossen. Das Fort liegt etwa 10 km östlich der Mitte von Paris.

## Geschichte
Der Bau des Forts wurde 1840 begonnen und 1846 fertiggestellt.
Dort war zwischen 1901 und 1920 das 4e 'régiment de zouaves' und ab 1921 das 'Centre Technique et Scientifique' (dt. technisches und wissenschaftliches Zentrum) der Gendarmerie nationale stationiert.
1968 zog im Fort das Centre national d'information routière (gegründet 1966, heute allgemein Bison Futé genannt) ein.